# Charles Denner
Charles Denner (Tarnów, 29 maggio 1926 – Dreux, 10 settembre 1995) è stato un attore polacco naturalizzato francese.

## Biografia
Giunto in Francia all'età di quattro anni dalla natia Polonia, nel 1945 iniziò a studiare recitazione a Parigi con Charles Dullin, debuttando nel 1946 sulle scene del Théâtre National Populaire. Dopo aver esordito sul grande schermo nel 1955 con il film Gli anni che non ritornano di Yves Allégret, durante la sua carriera cinematografica apparve in circa trenta pellicole e fu diretto da alcuni tra i più prestigiosi registi francesi, tra cui Claude Chabrol, Jean-Luc Godard, Louis Malle, Claude Lelouch, Costa-Gavras e François Truffaut, che via via utilizzarono il suo volto insolito, dai lineamenti pronunciati e dal naso aquilino, particolarmente adatto ad interpretare personaggi introversi e al confine della follia. 
Nel 1963, Chabrol gli affidò la parte dell'assassino seriale di donne sole in Landru, mentre due anni più tardi fu Alain Jessua, nella sua ambiziosa opera prima di regista, Una vita alla rovescia (1964), a fargli incarnare la beatitudine della follia nel personaggio del protagonista Jacques Valin, un uomo che si rinchiude in se stesso, tagliando ogni legame con il mondo, ruolo a cui Denner prestò alla perfezione la propria maschera dall'espressione malinconica. 
Fu Truffaut a utilizzare al meglio Denner e il suo sottile umorismo, venato di inquietudine, prima in La sposa in nero (1968), successivamente in Mica scema la ragazza! (1972), ma soprattutto in L'uomo che amava le donne (1977), in cui l'attore interpretò il ruolo di Bertrand Morane, scrupoloso ingegnere di Montpellier, uomo tenebroso ma affascinante, con una vocazione irrefrenabile di playboy, che apprezza nelle donne soprattutto le gambe, tanto che le paragona a «...compassi che misurano il globo terrestre in ogni direzione, donandogli il suo equilibrio e la sua armonia». La sua salma riposa nel cimitero parigino di Bagneux.

## Filmografia parziale
- Uomini in bianco (Les Hommes en blanc), regia di Ralph Habib (1955)
- Gli anni che non ritornano (La meilleure part), regia di Yves Allégret (1955)
- Ascensore per il patibolo (Ascenseur pour l'échafaud), regia di Louis Malle (1958)
- Landru, regia di Claude Chabrol (1963)
- Le più belle truffe del mondo (Les plus belles escroqueries du monde), regia di Claude Chabrol (1964)
- Una vita alla rovescia (La vie à l'envers), regia di Alain Jessua (1964)
- Mata-Hari, agente segreto H21 (Mata-Hari, agent H 21), regia di Jean-Louis Richard (1964)
- Vagone letto per assassini (Compartiment tueurs), regia di Costa-Gavras (1965)
- Marie Chantal contro il dr. Kha (Marie-Chantal contre docteur Kha), regia di Claude Chabrol (1965)
- Il ladro di Parigi (Le voleur), regia di Louis Malle (1967)
- La sposa in nero (La mariée était en noir), regia di François Truffaut (1967)
- Il vecchio e il bambino (Le vieil homme et l'enfant), regia di Claude Berri (1967)
- Z - L'orgia del potere (Z), regia di Costa-Gavras (1969)
- Il corpo di Diana (Le corps de Diane), regia di Jean-Louis Richard (1969)
- La canaglia (Le Voyou), regia di Claude Lelouch (1970)
- Gli sposi dell'anno secondo (Les Mariés de l'an II), regia di Jean-Paul Rappeneau (1971)
- Inchiesta su un delitto della polizia (Les assassins de l'ordre), regia di Marcel Carné (1971)
- L'avventura è l'avventura (L'aventure c'est l'aventure), regia di Claude Lelouch (1972)
- Mica scema la ragazza! (Une belle fille comme moi), regia di François Truffaut (1972)
- L'erede (L'Héritier), regia di Philippe Labro (1972)
- Requiem per un commissario di polizia (Un officier de police sans importance), regia di Jean Larriaga (1973)
- L'uomo in basso a destra nella fotografia (Défense de savoir), regia di Nadine Trintignant (1973)
- Tutta una vita (Toute une vie), regia di Claude Lelouch (1974)
- Cari amici miei... (Les gaspards), regia di Pierre Tchernia (1974)
- Il poliziotto della brigata criminale (Peur sur la ville), regia di Henri Verneuil (1975)
- Mado, regia di Claude Sautet (1976)
- Chissà se lo farei ancora (Si c'était à refaire), regia di Claude Lelouch (1976)
- L'uomo che amava le donne (L'Homme qui aimait les femmes), regia di François Truffaut (1977)
- Agenzia matrimoniale A (Robert et Robert), regia di Claude Lelouch (1978)
- L'Honneur d'un capitaine, regia di Pierre Schoendoerffer (1982)
- Mille miliardi di dollari (Mille milliards de dollars), regia di Henri Verneuil (1982)
- L'Unique, regia di Jérôme Diamant-Berger (1986)

## Doppiatori italiani
- Cesare Barbetti in Ascensore per il patibolo
- Alberto Lupo in Landru
- Pino Locchi in La sposa in nero
- Gianfranco Bellini in Z - L'orgia del potere
- Oreste Lionello in Mica scema la ragazza!
- Ferruccio Amendola in Il poliziotto della brigata criminale
- Guido De Salvi in L'uomo che amava le donne